# Радио Проминь
«Радио Проминь» (укр. «Радіо Промінь») — украинская общегосударственная общественная радиостанция. Вещается филиалом Национальной общественной телерадиокомпания Украины Центральная дирекция «Украинское радио» (Центральна дирекція «Українське радіо»).

## История

### В составе Гостелерадио УССР-ГТРКУ (1965-1995)
Приказом  Государственного комитета Совета Министров УССР по радиовещанию и телевидению № 117 от 22 апреля 1965 года «с целью улучшения программы республиканского радиовещания и лучшего удовлетворения запросов слушателей» организована информационно-музыкальная радиопрограмма «Промінь». Первый эфир состоялся состоялся 26 апреля того же года, вещание шло на украинском языке на средних волнах.
Полноценное дневное вещание с 6:00 появилось на «Промине» в 1971 году, круглосуточное — с 1976 года. Три четверти информационных выпусков составляли зарубежные новости, музыкальное наполнения не ограничивалось эстрадой - звучала и симфоническая музыка, и хоровая (в такой трактовке подавали часто фольклор). 
2 марта 1992 года радиостанция была воссоздана и быстро завоевала популярность.
За всё время работы вещание осуществлялось в СВ, УКВ и FM диапазонах.

### В составе НРКУ (с 1995 года)
В 1995 году вошла в состав НРКУ. В 1996 году из-за пожара погибло много магнитных плёнок, в частности — архивы некоторых программ. Но большую часть утраченного удалось восстановить с помощью сохранившихся у ведущих копий эфиров. В 2008 году вещанием радиостанции было охвачено 77 % территории страны, но, по словам президента Украины В. Ющенко, можно было теоретически обеспечить абсолютно полный охват страны.
5 февраля 2013 года прекратила вещание в УКВ диапазоне, с 12 марта 2015 года из-за сокращения бюджета вещания программ НРКУ время вещание «Проминя» было сокращено до 12 часов в день. Коллектив радиостанции опубликовал открытое письмо против этого. Во время празднования 50-летия радиостанции 22 апреля 2015 года был запланирован четырёхчасовой праздничный радиомарафон, посвящённый её истории. В мероприятии приняли участие создатели «Проминя» — ведущие, режиссёры, музыканты.
К 2015 году радиостанция выходит в эфир в городе Гадяче (Полтавская область) на частоте 105,9 МГц, мощность передатчика — 0,03 кВт. В остальных 24 городах «Луч» вещает только на УКВ. Получению FM частоты препятствует проводное вещание на второй кнопке, а Национальный совет по вопросам телевидения и радиовещания, несмотря на закон об общественном вещании, так и не передал в пользу «Радио „Проминь“» как государственного вещателя частоты вне конкурса.
18 июля 2015 года «Укртелеком» приостановила трансляцию радио «Проминь» и «Культура» в Киеве через сеть проводного вещания, объясняя устарелостью оборудования и убыточностью. В НРКУ объяснили, что они не заключали договоров с «Укртелекомом» на трансляцию «Проминя» и «Культуры», а «эта услуга осуществлялась ПАО «Укртелеком» за счёт абонентской платы слушателей». Министр культуры Украины Вячеслав Кириленко обратился в Генпрокуратуру и СНБО с требованием разобраться с отключением.
В сентябре 2015 года была запланирована презентация обновлённого сайта, предназначенного для работы с мобильными и немобильными устройствами.
Радиостанция является организатором различных музыкальных фестивалей и радиомарафонов, посвящённых государственным событиям и праздникам Украины.

## Формат
Стало первой на Украине FM-радиостанцией, которая предложила слушателям возможность общения в прямом эфире на актуальные темы политики, экономики, культурно-художественной жизни. В репертуар входят современная украинская и зарубежная эстрада, а также классика, джаз и альтернативная музыка. 
5 сентября 2011 года руководство НРКУ приняло решение изменить концепцию, в частности в плане музыкального наполнения: на 95 % оно будет состоять из украинского музыкального продукта (современная музыка и песни украинской советской эстрады).

## Основные шоу
- The Selector - подборка британской музыки
- Бобина party
- Недоблогеры
- Арт-панорама
- Вера в кино
- УтроПРО (РанокПРО)/ ДеньПРО
- Селекция - шоу новой украинской музыки
- Антология. Украинский альбом
- Час меломана с Алексеем Коганом
- Студия в студии
- Стерео
- Футболомания
- Страна песен
- Мы играли это первыми - рубрика
- Проминь рекомендует - хит парад радисотанции

## Города вещания
УКВ/FM
- Киев — 97,2 FM
- Александрия — 101,2 FM
- Андреевка  — 71,9 УКВ
- Белая церковь — 91,9 FM
- Бахмутовка — 95,8 FM
- Болград — 96,1 FM
- Вараш — 101,1 FM
- Винница  — 68,57 УКВ
- Гадяч — 105,9 FM
- Горняк — 95,3 FM
- Горохов — 105,2 FM
- Жашков — 105,4 FM
- Дубровица — 99,5 FM
- Житомир — 105,6 FM
- Запорожье — 106,2 FM
- Заречное — 104,9 FM
- Ивано-Франковск  — 72,8 УКВ
- Ковель — 103,9 FM
- Константиновка — 103,1 FM
- Красногоровка  — 68,6 УКВ
- Кременчуг  — 71,21 УКВ
- Кривой Рог — 98,7 FM
- Кропивницкий  — 68,84 УКВ
- Кульчиевцы  — 72,89 УКВ
- Купянск — 98,9 FM
- Лисичанск — 92,1 FM
- Луцк — 107,3 FM
- Львов — 102,5 FM
- Мариуполь — 103,2 FM
- Николаев — 88,8 FM
- Нововолынск — 101,6 FM
- Олевск  — 71,78 УКВ
- Острог — 107,8 FM
- Охтырка — 99,6 FM
- Полтава  — 73,88 УКВ и 100.0 FM
- Рахов — 91,9 FM
- Рени — 97.8 FM
- Ровно  — 67,46 УКВ
- Саврань — 106,8 FM
- Сумы  — 67,28 УКВ
- Тернополь  — 71,75 УКВ
- Токмак — 103,9 FM
- Тростянец  — 69,92 УКВ
- Ужгород — 103,0 FM
- Харьков  — 67,91 УКВ и 100,5 FM
- Херсон — 88,5 FM
- Хмельницкий  — 70,46 УКВ
- Холмы  — 68,27 УКВ
- Хуст  — 71,9 УКВ
- Чаплынка — 106,4 FM
- Черкассы  — 70,64 УКВ
- Черновцы  — 105,0 FM
- Чонгар — 102,6 FM
- Шацк — 97,4 FM
- Широкий — 106,5 FM
- Шостка  — 67,49 УКВ

DAB+
- Киев - 194,064 (7D)

## Вещание прекращено
- Бердянск - 73,01
- Бершадь - 71,93
- Буки - 66,32
- Днепропетровск - 1404; 66,74
- Донецк - 71,21
- Житомир - 70,04
- Запорожье - 72,29
- Ивано-Франковск - 72,80
- Измаил - 1404; 69,38
- Изюм - 70,46
- Керчь - 549; 70,64
- Киев - 549, 783, 1242
- Кировоград - 68,84 (вещание возобновлено)
- Ковель - 1422; 67,73
- Конотоп - 67,94
- Краматорск - 67,28
- Красногоровка - 68,60 (вещание возобновлено)
- Красноперекопск - 68,48
- Кременчуг - 71,21
- Кривой Рог - 69,56
- Купянск - 66,86
- Луганск - 1404; 70,83
- Луцк - 1377
- Львов - 1404; 68,99
- Мариуполь - 549; 69,44
- Мелитополь - 66,14
- Николаев - 71,78
- Одесса - 1242; 72,14 (вместе с Радио на Троицкой)
- Павлоград - 71,14
- Полтава - 73,88
- Ровеньки - 67,73
- Ровно - 67,46
- Севастополь - 1602; 69,35
- Симферополь - 1242; 68,24
- Старобельск - 1242; 71,66
- Сумы - 68.06; 69,92
- Тернополь - 71,75
- Токмак - 1377; 71,84
- Ужгород - 1377; 71,54
- Херсон - 70,04
- Хмельницкий - 70,46
- Чернигов - 71,57
- Черновцы - 1377
- Шостка - 1404